# Tempio di Iside a via Labicana

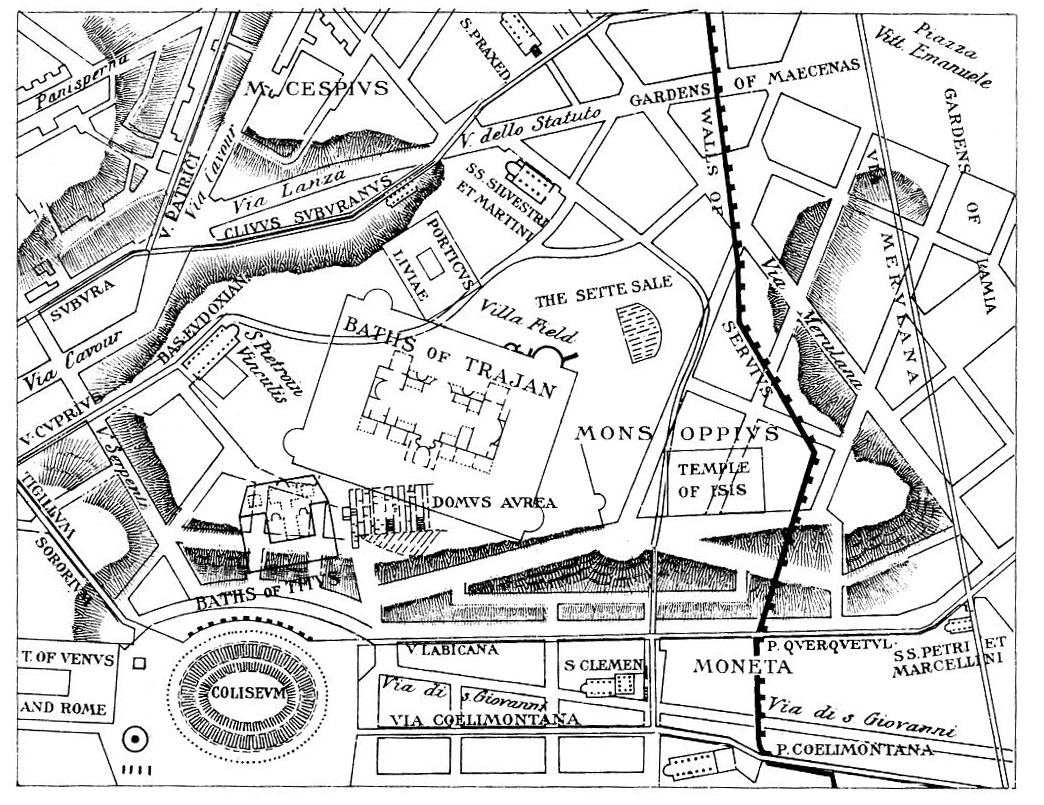
Il tempio d'Iside al monte Oppio nella pianta della Regio III di Lanciani

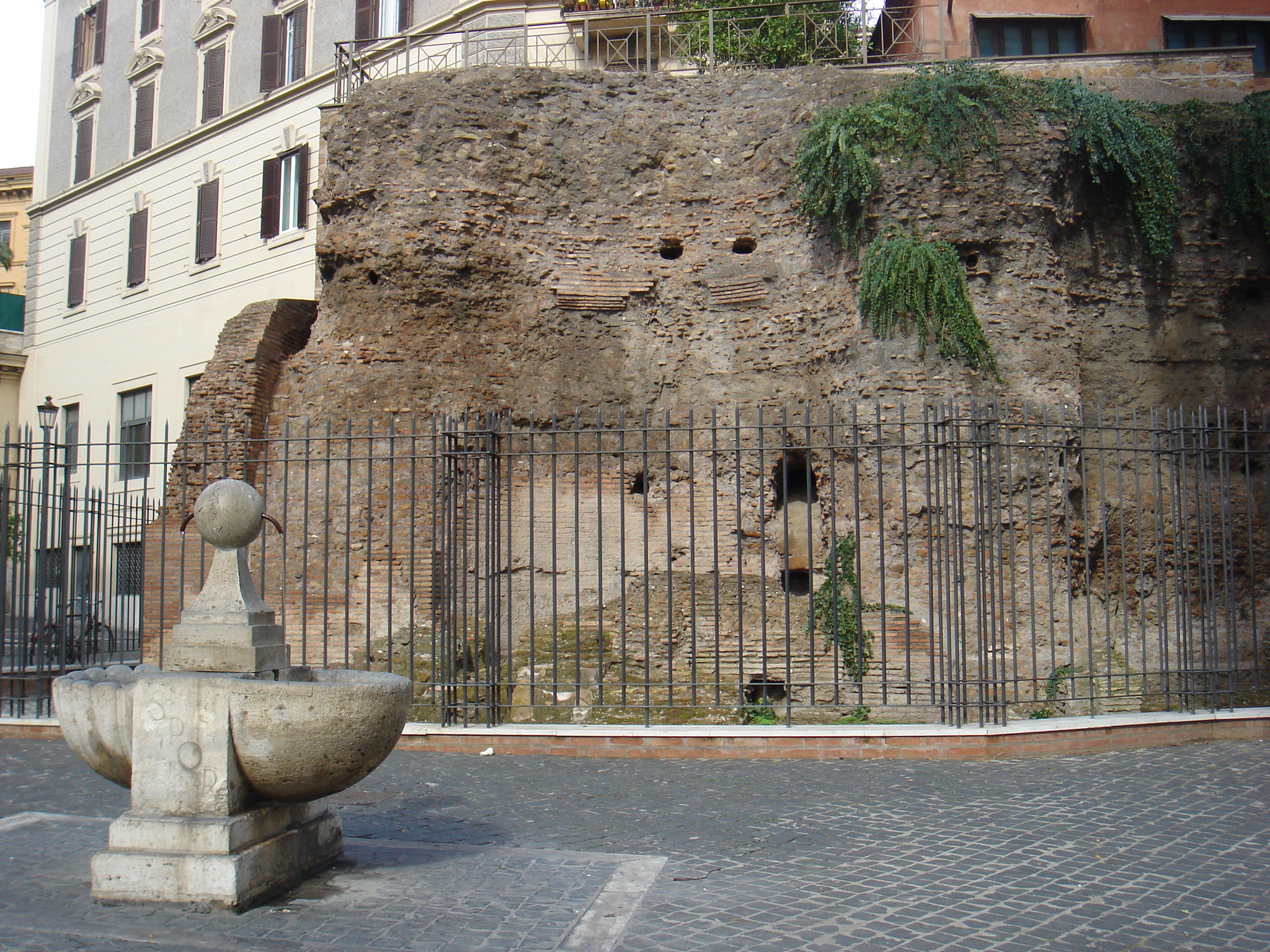
I resti del tempio d'Iside a piazza Iside

Il Tempio di Iside di via Labicana, a Roma, era un vasto santuario dedicato ad Iside e Serapide, situato alle pendici del Colle Oppio, nella regione che dal tempio appunto aveva preso il nome (Regio III Isis et Serapis).
Ne resta visibile, presso la odierna via Labicana, soltanto una massiccia spoglia muraria tra la stessa via Labicana e via Merulana (via Pasquale Villari).

## L'Isium Metellinum
L'Isium Metellinum fu - si pensa - il primo tempio dedicato a Iside, costruito per volontà di Quinto Cecilio Metello Pio, generale di parte sillana, nel I secolo a.C.. L'ingresso a Roma del culto di Iside avveniva, in questa ipotesi, ad opera di un membro dell'aristocrazia senatoria, che cominciava ad apprezzare gli elementi di rinforzo del carisma personale dei capi, che questi culti veicolavano presso le classi subalterne. Dell'Isium Metellinum, citato nell'Historia Augusta, non sono certi tuttavia né l'esatta ubicazione, né le dimensioni, anche se non si può escludere che fosse proprio questo il luogo di culto che diede nome alla Regio.

## L'Isis patricia
I cataloghi regionari, che non citano se non come denominazione della Regio III il grande santuario d'Iside, menzionano invece, presso il tempio di Minerva Medica, una Isis Patricia. Si ipotizza che fosse questo il sacello più antico, prossimo alle mura serviane e magari identificabile con l'Isium Metellinum, e che poi, con il crescere del favore anche imperiale per il culto isiaco, esso fosse stato ricostruito, assai ampliato, un po' più a valle, quando al culto della dea si affiancò - forse sotto Vespasiano -  quello di Serapide.

## Il santuario di Iside e Serapide
È certo che l'Iseo di via Labicana fu assai vasto e ricco, ma precocemente abbandonato e non riutilizzato se non per lacerti e materiali di spoglio.
Nella Miscellanea filologica di Carlo Fea si fa memoria del ritrovamento di un "tempio egizio" presso la chiesa dei Santi Marcellino e Pietro al Laterano avvenuto nel 1653: la demolizione e la dispersione del sito ritrovato furono pressoché totali.
Lanciani lo indica in pianta come posto alle falde del monte Oppio, e la ricostruzione che se ne fa nel testo di Ensoli e La Rocca citato descrive un vasto santuario terrazzato, a vari livelli, esteso su un fronte di circa 250 metri lungo l'attuale via Labicana verso San Clemente. L'impianto fu presumibilmente abbandonato a causa dei decreti teodosiani di fine IV secolo, che vietavano definitivamente i culti romani tradizionali, ne sanzionavano gli eventuali superstiti fedeli, e ne espropriavano le strutture materiali, riconvertendole ad altri usi, se andava bene, consentendone la spoliazione e la demolizione se andava male. Lanciani stesso ricorda nel passo citato come nel 1888, scavando per costruire un nuovo immobile alle spalle dell'attuale piazza Iside, furono trovati resti di un edificio di VII-VIII secolo nelle cui fondazioni erano stati usati materiali provenienti dal santuario d'Iside.